# جان بابتيست بروسبير جولوا
چان باپتيست پروسپير چولواه (بالفرنسية: Jean-Baptiste Prosper Jollois)‏ (4 يناير 1776 - 24 يونيه 1842) مهندس فرنسي من مهندسي الحملة الفرنسية على مصر، قدم مع الحملة الفرنسية إلى القاهرة عام 1798 وغادرها إلى الصعيد في العام التالي ضمن فريق يضم مهندسي تعدين ومهندسي طرق لدراسة الأنشطة الاجتماعية من تجارة وزراعة وكذلك دراسة التاريخ الطبيعي والآثار ونظام الري بالمنطقة الواقعة جنوب الشلال الأول لنهر النيل حيث لاحظ لأول مرة وجود الوادي الغربي بوادي الملوك ومن ثم تمكن من تحديد موقع مقبرة أمنحتب الثالث بمساعدة إدوارد دو ڤيلييه دو تيراچ أحد المهندسين الذين أرسلوا ضمن الفريق نفسه.
وقد ساهم چولوا في كتابة العمل الموسوعي الضخم الخاص بالحملة الفرنسية والمعروف باسم وصف مصر.